# 威廉斯堡 (弗吉尼亚州)
威廉斯堡是一座美国弗吉尼亚州的独立市，位于该州东南弗吉尼亚半岛上。地处汉普顿锚地都会区的北部的威廉斯堡与詹姆斯城县和约克县接壤。
威廉斯堡的前身是1632年建立在詹姆斯河和约克河之间的中部种植园（Middle Plantation）。1699年至1780年间，威廉斯堡曾是弗吉尼亚殖民地的首府。美国独立战争期间，威廉斯堡作为殖民地的政治中心经历了一系列政治事件。美国历史第二悠久的大学——威廉与玛丽学院于1693年建于此地，该学院是九所殖民地时期建立的大学中位于南方的唯一一所。
威廉斯堡以旅游业作为经济支柱，修复后的殖民地威廉斯堡（Colonial Williamsburg）是主要的旅游景点。威廉斯堡与附近的詹姆斯敦和约克敦一起构成了历史三角地带（Historic Triangle），每年吸引超过400万人次的游客。今日的威廉斯堡是一座大学城，一大半居民都是威廉与玛丽学院的学生和教工。2010年人口普查显示该市人口为14068人，2019年的预测数字为14954人。《維吉尼亞公報》是該市的報紙。

## 歷史

### 17-18世紀

#### 前殖民時期
在英國殖民地於1607年抵達詹姆士頓以前，威廉斯堡所在的地區是波瓦坦部落（Powhatan Confederacy）的領地。1630年代，英國殖民地已經擴張到維吉尼亞半島的東部，迫使原住民部落放棄了附近的村莊。1622年爆發了詹姆斯頓大屠殺，殖民者損失慘重。1630年至1633年之間，在對原住民展開報復性戰爭展開後，殖民者們在半
島中部修建了防禦性的圍欄。圍欄的中點位置被稱為中央種植園（Middle Plantation），是最重要的防禦點。

#### 中央種植園時期
1632年 最早的英国殖民者在威廉斯堡地区定居。自1607年起，維吉尼亞殖民地最初的首府一直是詹姆士頓。1676年，贝肯叛乱（Bacon's Rebellion）期間的大火烧毁了詹姆士頓。总督威廉·伯克利（William Berkeley）平定叛乱后，便开始重建詹姆斯顿的议会，在此期间，政府的临时总部被迁往中央种植园的一处高地上。但很快议员们发现这处临时地址比原先的位置更安全舒适：詹姆斯顿因为靠近河边，夏季非常湿热且多蚊虫。
在英国殖民地到达维珍尼亚后，他们便有计划建立一所高等教育学校。但之前的政治动荡使得该计划一再延宕。直到1690年，殖民地委任詹姆斯·布莱尔（James Blair）牧师筹备建立学校的事宜。布莱尔遂即抵达英国展开游说。终于在1693年，殖民者们获得英王威廉三世的宪章，创办了威廉與瑪麗學院，校址定在了中央種植園。1694年，学院在临时校舍内正式开学。次年，学院主楼正式开工，并在1699年完工。该楼即是今日的韦恩楼（Wren Building）。

#### 定都威廉斯堡
1698年，詹姆斯鎮重建的州議會大楼在意外中被燒。殖民地的管理机关再次被迫迁到中央種植園。1699年，威廉與瑪麗學院學生的建議将首府正式迁到中央種植園，这个建议得到了批准。該村莊被重新命名為“威廉斯堡”，以纪念英王威廉三世。很快，修建新议会大楼的计划开展。基于西奥多里克·布兰德（Theodorick Bland）在1699年的勘测图，人们规划了新的城市布局。布兰德的设计将现存的学院校区和新建的布鲁顿教堂（Bruton Parish Church）作为参考坐标，并对应地将新议会大楼放置在正对学院的远处，两者之间通过1英里长的主街相连。
1710年抵达维珍尼亚的副总督亚历山大·斯波茨伍德（Alexander Spotswood）任内将城内的数条沟壑填平、重整了街道并协助修建了新的校舍、教堂和军火库。1722年，威廉斯堡被授予皇家憲章，成為一個城市。该宪章被认为是美国最古老的城市宪章。而实际上，威廉斯堡的地位是自治市镇。有趣的是，1634年詹姆斯市郡（James City Shire）设立的时候，中部种植园还只是其中的一个军事要塞，紧挨着查尔斯河郡（Charles River Shire），即后来的约克郡。等到，威廉斯堡建城郡边界早已划定。这导致了威廉斯堡在殖民地时代（甚至在美国建国100年后）长期归两郡（县）所属，分界线是镇中心的格罗斯特公爵大街。
1770年6月4日，维吉尼亚殖民地议会批准设立了美国首家精神病院，并委任了15名董事会成员监督医院的运作。1771年，建筑商本杰明·鲍威尔（Benjamin Powell）在靠近学院的弗朗西斯街建了一栋2层楼房。最早的医院可以收治24个病人。
1771年，总督邓莫公爵宣布了修建连接亚彻溪（Archer's Creek）和皇后溪（Queen's Creek）的运河计划。建成后将成为北美殖民地首条人工运河，但是工程始终没有完成。今日在总督府后仍可以看见当年开挖的运河遗迹。
威廉斯堡曾經是大英帝國在北美的最大、最富有，同時也是人口最多的殖民地的首府。

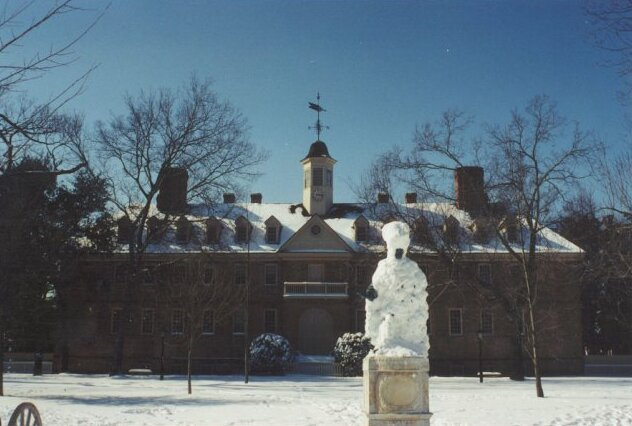
威廉與瑪麗學院前的总督雕像

該市日報《維吉尼亞公報》创办于1736年，是波托馬克河以南第一批出版的報紙。出版商是威廉公園。
從1775年4月開始, 因威廉斯堡火藥事件，州長和維吉尼亞的居民發生爭執。此事件差點導致美國革命的爆發。邓莫公爵因恐懼叛亂，於是下令皇家海軍陸戰隊員佔領火藥庫。由帕特里克・亨利帶領的維吉尼亞民兵就行軍至威廉斯堡。於是邓莫公爵威脅，如果被民兵攻擊，皇家海軍陸戰隊員就可以破壞城市。此事件的解決方法是維吉尼亞的居民為火藥付款。
美國革命戰爭期間，在当时任州長的托马斯·杰斐逊的敦促下，維吉尼亞首府被遷往里士满,因為傑佛遜擔心，脆弱的威廉斯堡擋不住英國的攻擊。不過, 在革命戰爭期間，許多重要的集會都是在威廉斯堡舉行的。

### 19世紀
随着1780年弗吉尼亚迁都里士满，19世纪的威廉斯堡风光不再。导致威廉斯堡衰落的另一个原因是这里交通不便。18世纪和19世纪初期的美国仍主要依赖水路出行。威廉斯堡虽然位于半岛上，但地势较高且没有水道经过。在1830年代美国开始修建铁路时，也没有一条铁路线经过这里。
虽然威廉斯堡的地位一落千丈，但是19世纪初的威廉与玛丽学院仍欣欣向荣。同时期，当地的精神病院甚至也在不断扩张，形成了后来州东医院（Eastern State Hospital）的雏形。
1861年美国内战爆发，邦联军队在威廉与玛丽学院大量征召学生入伍，直接导致同年5月10日教员大会投票关闭学院的决定。在战时，学院的主楼被邦联军充作兵营，后来又改成医院。1861年底，半岛战役爆发。联邦军队试图从东侧迂回进攻邦联首都里士满，但在邦联军将军马格鲁德（John B. Magruder）的反击下，联邦军队的进攻一度被拖慢。直到1862年5月，邦联军拖住联邦军一个多月后决定撤退，威廉斯堡才被联邦军占领。占领期间，威廉与玛丽学院被联邦军作为战时指挥所。同年9月9日，醉酒的宾夕法尼亚第5骑兵团的士兵防火烧毁了威廉与玛丽学院的主楼。联邦军的占领一直持续到1865年战争结束，给威廉斯堡带来了巨大的破坏。

#### 战后重建时期
1881年，切萨皮克和俄亥俄铁路公司铺设了半岛延伸线，并在威廉斯堡地区设立了6个火车站。对于当地的商人和农民而言，铁路的到来无疑是一个好消息。威廉斯堡允许铁路线直接从主街––格罗斯特公爵街穿过，甚至可以无视极具历史价值的旧议会大楼的遗址。这条铁路线最后还是被移除。铁路将西弗吉尼亚的煤炭运到纽波特纽斯的港口，再通过海运的方式运到新英格兰和世界各地。
在校长本杰明·伊尔（Benjamin Stoddert Ewell）的努力下，威廉与玛丽学院得以复学。但1882年到1886年间，又因为资金原因被迫停止教学。在1886年，学院争取到了州议会的支持，成为了一所州立大学。伊尔任内也成功修复了学院的历史建筑，并一直担任校长到1894年去世。
1890年代，原本在中西部开垦的挪威裔美国人伯格（Carl M. Bergh）在为切萨皮克和俄亥俄铁路公司担任土地经纪人的时候意识到威廉斯堡的地价明显被低估（主要是受到战争影响）。于是他号召北欧裔同胞移民当地。他们定居在铁路附近的一处土地上，并将其重命名为诺奇（Norge），即挪威语中的挪威。这些移民中不少都成为了成功的商人和农场主。

### 20世紀的復興
20世紀初，威廉斯堡仍是一个安静的小城。当地教堂的牧师古德溫博士（Dr. W.A.R. Goodwin）试图修复和保存有歷史價值的教堂，并在1907年完成了他的计划。但他意識到，其它許多殖民地時代的建築雖然同樣还存在，但是大多情况都很糟糕。古德溫開始尋找外界的支持和財務支援以进行更大规模的修复。
最终，古德溫得到了石油大王洛克菲勒的儿子小洛克菲勒夫妇的支持。他们提供了古德溫修复计划主要的財務支援。他們聯合努力的結果是創立了殖民地威廉斯堡，其工程包括恢复威廉斯堡殖民時代的原貌，以保存美國早期的歷史。今天，殖民地威廉斯堡是維吉尼亞歷史三角的核心，由殖民地大路與詹姆斯鎮和約克鎮相连。殖民地威廉斯堡也成为維珍尼亚州接待游客数量最多的旅遊目的地。
在修復殖民地威廉斯堡的同時，威廉斯堡的火車站也經歷了一次大修。1932年，老聖比德堂在威廉與瑪麗學院校區旁創立，旨在為學生提供宗教服務。今天該教堂改名為沃辛罕聖母國家朝聖地聖殿（National Shrine of Our Lady of Walsingham）。

### 近代
1976年总统大选的第三场辩论与当年10月22日在威廉与玛丽学院的PBK纪念剧场举行。
1983年第9届G7峰会在威廉斯堡举办。当年的主题是债务危机、裁军和与苏联合作的事宜。会议结束时，美国国务卿舒尔茨宣布将在西德部署潘兴II核导弹。
2007年5月3日，英王伊丽莎白二世访问了威廉斯堡和詹姆斯敦，庆祝英国殖民地在北美登陆400周年的纪念活动。时任美国总统布什出席。
2009年4月5日，美国总统奥巴马首次乘坐空军一号出行，在威廉斯堡与众议院民主党人会晤。

## 地理和氣候

### 地理
根據美國人口調查局，威廉斯堡總面積為22.5平方公里。土地佔22.1平方公里,水佔0.3平方公里。總面積的1.50%是水。威廉斯堡位於維吉尼亞半島，是主要的旅遊業中心。

### 氣候
威廉斯堡的四季氣候溫和。一年的平均溫度是15 °C/60 °F。一年的平均降雪量是6英寸,一年的平均降雨量則是47英寸。(1999年沒有可測量降雪量。) 雖然整年都會常常下雨, 威廉斯堡的雨季是春天和夏天。威廉斯堡的最高的記錄溫度是1952年6月26日和1983年8月22日,氣溫高達40 °C。而最低的記錄溫度-21.6 °C, 1985年1月21日。
| 威廉斯堡（1981–2010）     | 威廉斯堡（1981–2010） | 威廉斯堡（1981–2010） | 威廉斯堡（1981–2010） | 威廉斯堡（1981–2010） | 威廉斯堡（1981–2010） | 威廉斯堡（1981–2010） | 威廉斯堡（1981–2010） | 威廉斯堡（1981–2010） | 威廉斯堡（1981–2010） | 威廉斯堡（1981–2010） | 威廉斯堡（1981–2010） | 威廉斯堡（1981–2010） | 威廉斯堡（1981–2010） |
| 月份                      | 1月                   | 2月                   | 3月                   | 4月                   | 5月                   | 6月                   | 7月                   | 8月                   | 9月                   | 10月                  | 11月                  | 12月                  | 全年                  |
| ------------------------- | --------------------- | --------------------- | --------------------- | --------------------- | --------------------- | --------------------- | --------------------- | --------------------- | --------------------- | --------------------- | --------------------- | --------------------- | --------------------- |
| 平均高温 °F（°C）         | 47.4 (8.6)            | 51.0 (10.6)           | 59.2 (15.1)           | 69.3 (20.7)           | 76.4 (24.7)           | 83.8 (28.8)           | 87.3 (30.7)           | 85.3 (29.6)           | 79.4 (26.3)           | 69.9 (21.1)           | 60.9 (16.1)           | 50.7 (10.4)           | 68.4 (20.2)           |
| 平均低温 °F（°C）         | 29.6 (−1.3)           | 31.5 (−0.3)           | 37.7 (3.2)            | 46.4 (8.0)            | 55.5 (13.1)           | 64.3 (17.9)           | 68.8 (20.4)           | 67.6 (19.8)           | 61.4 (16.3)           | 49.8 (9.9)            | 40.7 (4.8)            | 32.7 (0.4)            | 48.8 (9.3)            |
| 平均降水量 （mm）         | 3.70 (94)             | 3.25 (83)             | 4.33 (110)            | 3.70 (94)             | 4.00 (102)            | 3.33 (85)             | 5.43 (138)            | 5.25 (133)            | 4.90 (124)            | 3.46 (88)             | 3.27 (83)             | 3.55 (90)             | 48.16 (1,223)         |
| 平均降雪量 （cm）         | 1.8 (4.6)             | 2.1 (5.3)             | 0.2 (0.51)            | 0.1 (0.25)            | 0 (0)                 | 0 (0)                 | 0 (0)                 | 0 (0)                 | 0 (0)                 | 0 (0)                 | 0.3 (0.76)            | 0.6 (1.5)             | 5.1 (12.92)           |
| 平均降水天数（≥ 0.01 in） | 10.2                  | 9.3                   | 10.2                  | 10.2                  | 10.5                  | 9.6                   | 11.8                  | 10.3                  | 8.6                   | 7.8                   | 8.8                   | 10.2                  | 117.6                 |
| 平均降雪天数（≥ 0.1 in）  | 0.6                   | 0.7                   | 0.2                   | 0                     | 0                     | 0                     | 0                     | 0                     | 0                     | 0                     | 0                     | 0.3                   | 2.0                   |
| 来源：NOAA                |                       |                       |                       |                       |                       |                       |                       |                       |                       |                       |                       |                       |                       |

## 人口
| 调查年                                                      | 人口   | 备注  | %±    |
| ----------------------------------------------------------- | ------ | ----- | ----- |
| 1820                                                        | 1,402  |       | —     |
| 1850                                                        | 877    |       | —     |
| 1860                                                        | 1,113  |       | 26.9% |
| 1870                                                        | 1,392  |       | 25.1% |
| 1880                                                        | 1,480  |       | 6.3%  |
| 1890                                                        | 1,831  |       | 23.7% |
| 1900                                                        | 2,044  |       | 11.6% |
| 1910                                                        | 2,714  |       | 32.8% |
| 1920                                                        | 2,462  |       | −9.3% |
| 1930                                                        | 3,778  |       | 53.5% |
| 1940                                                        | 3,942  |       | 4.3%  |
| 1950                                                        | 6,735  |       | 70.9% |
| 1960                                                        | 6,832  |       | 1.4%  |
| 1970                                                        | 9,069  |       | 32.7% |
| 1980                                                        | 9,870  |       | 8.8%  |
| 1990                                                        | 11,530 |       | 16.8% |
| 2000                                                        | 11,998 |       | 4.1%  |
| 2010                                                        | 14,068 |       | 17.3% |
| 2016年估计                                                  | 15,214 | [ 4 ] | 8.1%  |
| U.S. Decennial Census 1790-19601900-1990 1990-20002010-2013 |        |       |       |

按2010年美國人口普查，當地有14068名居民，3619户人家（其中有1787個家庭）。其中74.0%是白人、14.0%是黑人、6.7%是西班牙或拉丁裔、5.7%是亞洲裔、2.5%是其他族裔。威廉斯堡的人口密度为每平方英里1404.1人，境内共有3880户房屋，平均每平方英里有454.1户。
在3619户人家中，16.5%有低于18岁的儿童，37.2%为同居的夫妇，9.6%为已婚独居女性，50.6%未成家。35.9%的户口由单独个人组成，11.4%为独居且年龄超过65岁。平均每户人口数为2.07人，家庭人口数为2.66人。
威廉斯堡人口的年龄分布为：18岁以下9.6%、18岁至24岁46%、25岁至44岁17.7%、45岁至64岁15%、65岁以上11.7%。年龄中位数为23岁。每100个女性对应81.3个男性。
当地每户收入中位数是37093美元，家庭收入中位数为52358美元。男性平均收入为28625美元，女性为26840美元，而全市人均收入则为18483美元。收入在贫困线以下的人口占总人口的18.3%、总家庭数量的9.3%、18岁以下人口的29.7%和65岁以上人口的5.5%。
威廉斯堡有相当一部分居民的收入主要来自于投资，这主要归因于当地人口中不少都是从外地来退休的老年人。威廉斯堡是典型的退休城镇。

## 交通
威廉斯堡位于64号州际公路和60号国道旁。通过这两条向北可以抵达里士满，向南则可以到达诺福克和弗吉尼亚海滩。199号州道环绕威廉斯堡市域。5号州道经过詹姆斯河北岸，连接威廉斯堡和詹姆斯河种植园、295号州际公路河里士满。31号州道通往詹姆斯敦和詹姆斯敦渡轮码头。此外，殖民地公园大道横贯威廉斯堡，并连通詹姆斯敦和约克敦。在经过殖民地威廉斯堡时，为了不破坏历史风貌，该道路从地下经过。除了巴士外，一般的商用车辆无法在公园大道上行驶。
在威廉斯堡市区内，步行和骑行是主要的出行方式。2006年至2010年的统计显示，有1/5的人口通过步行上下班。威廉斯堡的主街常年禁止机动车通行，因而被列为最适宜步行出行的城市。自1992年开始，威廉斯堡修建了长达48英里的自行车道。通过弗吉尼亚首都步道（Virginia Capital Trail），从威廉斯堡可以一路骑行到里士满。

### 公共交通
威廉斯堡地区运输局（Williamsburg Area Transit Authority 或 WATA）为威廉斯堡、詹姆斯市县和大部分约克县提供公共交通服务。运输局的总部设在威廉斯堡市中心北部的交通枢纽。所有巴士的始发和终点站都设在此处。普通巴士每1小时一班次，在工作日高峰时期每半小时1班次。除此之外，运输局还在威廉斯堡和詹姆斯敦运营具有观光性质的街车和为残障人士提供的复康巴士 。乘客可以在李家宅邸（Lee Hall）和威廉斯堡火车站换乘汉普顿锚地运输系统内的巴士，前往更多目的地。

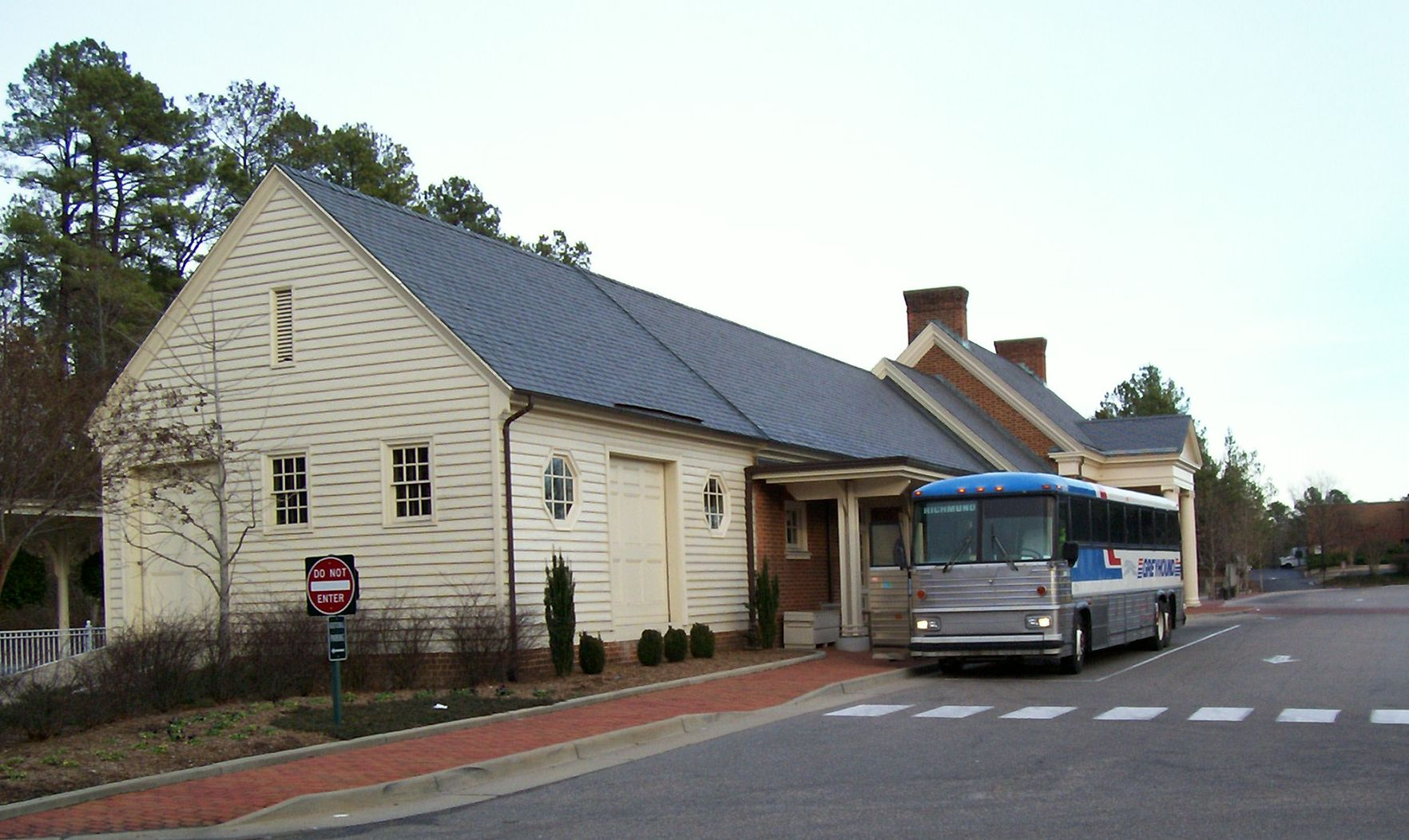
威廉斯堡运输枢纽

威廉斯堡火车站设在交通枢纽内。美国国家铁路每天有3班客运列车经过此站，可将乘客带往美国各地。威廉斯堡是美铁东北走廊线（Northeastern Corridor）的倒数第二个站点。城际灰狗巴士也停靠威廉斯堡，其车站毗邻火车站。
威廉斯堡/纽波特纽斯机场位于威廉斯堡东南20英里处，是区域性的机场。此外，诺福克国际机场和里士满国际机场也是服务威廉斯堡的重要机场。

## 公共设施
瓦勒·米尔水库（Waller Mill Reservoir）是威廉斯堡主要的水源地。这座建于1945年的水库占地面积350英亩，蓄水量超过15亿加仑。威廉斯堡也拥有水库附近相当一部分的流域。在干旱季节，市政府会调用地下水或从纽波特纽斯水厂借调未处理的原水。
威廉斯堡域内没有废水处理站，需要将废水引入汉普顿锚地的地区废水处理场。

## 文化
和维珍尼亚大部分地区类似，威廉斯堡在文化上属于美国南部文化。但在口音方面，威廉斯堡属于潮水区（Tidewater）方言，这和美国南方口音又有不同。例如，当地人会把“house”念成“hoose”。但最近因为外来人口的涌入（主要是学生和服役的军人），这种口音已经式微。
在美国国内，威廉斯堡是少有的完整保护了殖民地风貌的城市，因而成为最受旅客追捧的目的地之一。

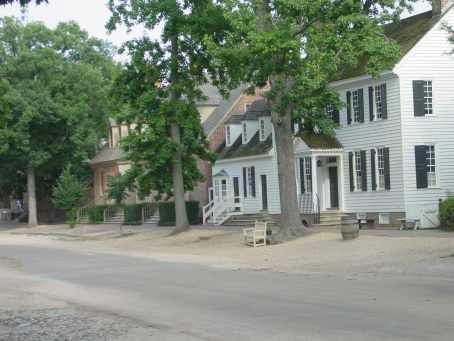
威廉斯堡的主街––格罗斯特公爵大街

### 景点
威廉斯堡市内和周边景点众多。在历史方面，最为著名的是殖民地威廉斯堡（Colonial Williamsburg）景区。殖民地威廉斯堡是美国境内最大的露天历史博物馆，保留了18世纪殖民地时期的生活风貌。在景区内林立着众多历史古迹和修复过的遗址，例如维珍尼亚第一州议会大楼、总督府、布鲁顿教堂（美国持续使用时间最长的教堂）、佩顿·兰道夫故居、洛克菲勒民俗艺术博物馆、华莱士装饰艺术博物馆和马斯克瑞拉美术馆（隶属威廉与玛丽学院）。景区内还有知名的商人广场（Merchant Sqaure），可供游人休憩购物。
威廉与玛丽学院的历史校区与殖民地威廉斯堡一街相隔，也是热门的旅游景点之一。在春秋学期，招生办会提供免费导游服务带领游客游览校园。
其他有趣的景点还有威廉斯堡酒庄（弗吉尼亚最大的酒庄）、威廉斯堡植物园、全国州法院中心和弗吉尼亚音乐博物馆、布希主题公园、美国水上世界等。威廉斯堡曾经还有过一个总统公园，内部安置了43尊总统雕像，但是在2010年因为资金周转问题而倒闭。

## 经济
威廉斯堡的经济主要依靠殖民地威廉斯堡为中心的旅游业，部分依靠威廉与玛丽学院和它带动的商业。威廉斯堡最主要的企业是饮料巨头安海斯-布希，在临近的詹姆士市县和约克县均有大型酿造厂。
威廉斯堡有一个奥特莱斯购物中心，内部进驻了数百家商户。

## 政治

### 地方政府
1722年威廉斯堡获得城市地位时，其管辖权分属詹姆士市和约克两郡。1870年，维珍尼亚州议会重新调整边界，将威廉斯堡完全划入詹姆士市县内。1871年，威廉斯堡获得独立市地位，不再从属于任何县。1884年，威廉斯堡正式从詹姆士市县中分离出来成为自治城市。虽然不再是詹姆士市县的一部分，但威廉斯堡市仍是其法定县治。两个行政区共用一套公立学校、法院和治安警察系统。
自1932年始，威廉斯堡便采用议会-执行官制（Council-Manager）政府。市长作为全市最高官员由市议会选出，并负责主持市议会会议。市议会由5名议会组成，任期4年。市议会再会雇佣一名执行官，负责施行议会作出的决议和政策。通常该执行官会从专业性高、训练有素的公共管理人员中选出。
威廉斯堡的地方政治受威廉与玛丽学院的影响颇大，导致学生们次与政府发生过冲突。例如，市议会出于维持房价和解决噪音问题的目的，试图立法限制学生在校外租房，将同一间屋内的租客数量控制在3人以下。如此做法曾经令相当一部分学生无法在威廉斯堡本地注册选民。但是在2007年7月1日以后，市政府又认可在学校宿舍内每年住超过8个月、且驾照地址在威廉斯堡市域内的学生注册投票。

### 联邦政府
威廉斯堡的国会众议院目前是民主党的爱莲·卢芮亚（Elaine Luria），她在2018年中期选举中获胜。
在1950年代到1980年代的总统选举中，威廉斯堡居民都倾向于投给共和党。但1990年和1996年两次大选中，民主党人比尔·克林顿均赢下威廉斯堡。2000年大选，共和党人乔治·W·布什以微弱优势在威廉斯堡获胜。2004年选举中，民主党的约翰·克里在威廉斯堡赢得微弱多数票。但之后的历届选举中，威廉斯堡变成民主党的票仓。2016年大选中，民主党候选人希拉里·克林顿取得68%的选票，而共和党候选人唐纳德·特朗普只获得25%的选票。

## 教育

### 初等教育

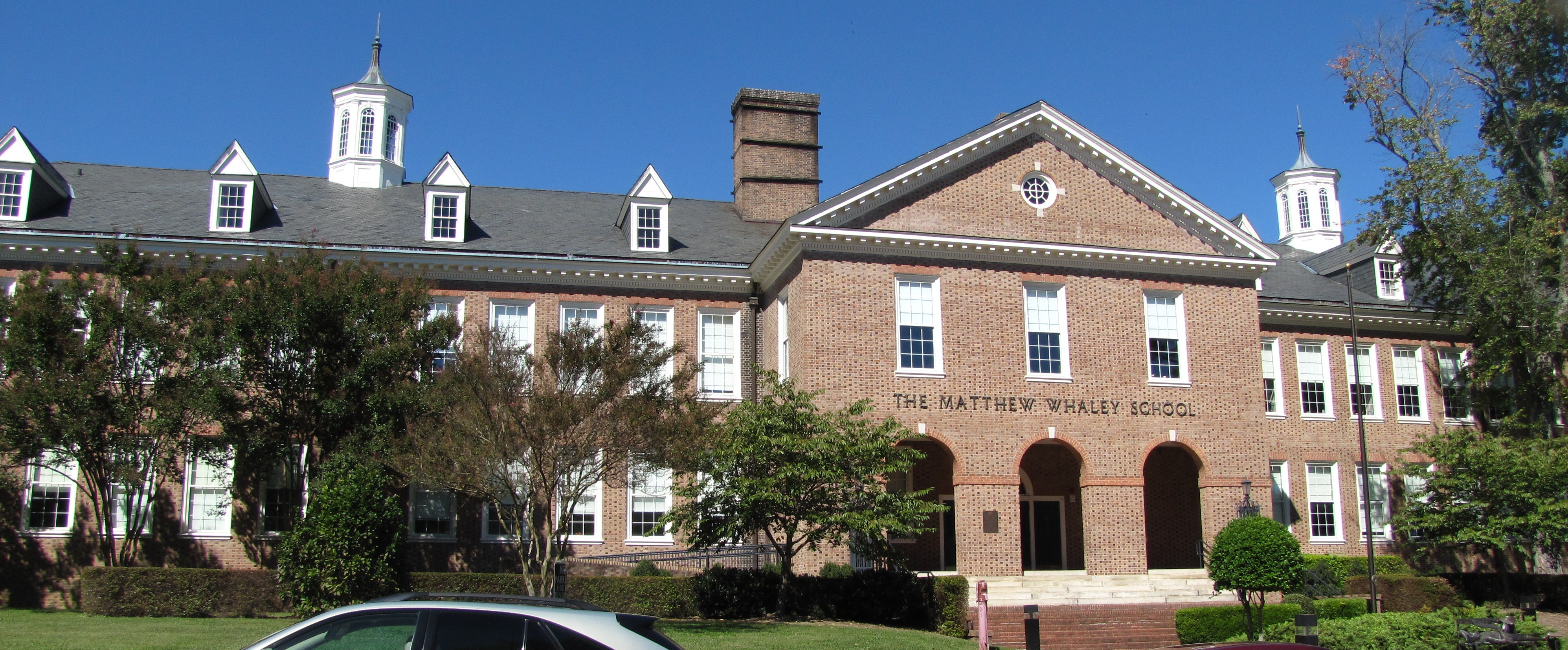
位于市中心的马修·威利小学

威廉斯堡与临近的詹姆斯市县合办公立学校系统，称为威廉斯堡-詹姆斯市县公校系统（Williamsburg-James City County Public Schools 或 WJCC）。该系统共有15座学校（包括9所小学、3所初中和3所高中），总计约有9000名学生。詹姆斯市县内原有的两所高中——拉法叶（Lafayette）中学和詹姆斯敦（Jamestown）中学具有高于平均的教学水准。2007年瓦希尔（Warhill）中学在莱特福德（Lightfoot）地区开办，成为县内第三所高中。2010年，布莱顿（JB Blayton）小学开办，而原有的詹姆斯·布莱尔（James Blair）中学被洛伊斯·霍恩斯比（Lois Hornsby）中学取代。马修·威利小学（Matthew Whaley Elementary School）是威廉斯堡市域内唯一的小学，紧邻殖民地威廉斯堡景区。
沃辛罕学校（Walsingham Academy）是一所私立天主教学校，提供幼儿园到12年级的课程。
詹姆斯河（James River）小学位于县西南角的格罗夫社区（Grove Community），是一所设有特殊课程的公立学校。该小学提供国际学位（IB）的小学项目，而整个弗吉尼亚州只有五所学校有这个项目。威廉斯堡辖内还有两所州立学校专门招收特优学生。
2001年至2002年，根据Expansion Management杂志给出的排名，威廉斯堡的公立学校系统在弗吉尼亚位列前五名，在全美范围内属于前15%的教育水平。

### 高等教育

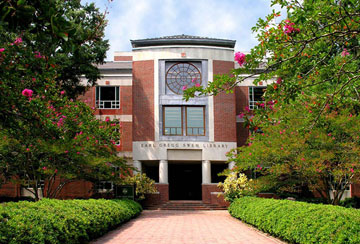
威廉与玛丽学院的史文图书馆（Swem Library）

威廉与玛丽学院1693年建立于威廉斯堡，是美国第二所大学（仅次于哈佛大学）。威廉玛丽学院是美国第一所获得皇家宪章的高等教育机构，也是唯一一所从英国纹章院获得过纹章的美国大学。学校校区与威廉斯堡历史城区遥呼相应，校内最古老的韦恩楼（Wren Building）就坐落在贯穿老城区的格洛斯特公爵大街的尽头。威廉玛丽学院内超过70%的学生都参加过兼职工作或者社区服务。学生团体每年投入总计超过30万小时时间用于服务威廉斯堡。
威廉斯堡另外还有三所提供两年制学位和转校项目的社区大学。这些大学均位于威廉斯堡半径25英里的范围之内，分别为托马斯·纳尔逊（Thomas Nelson）社区大学、保罗·康普（Paul D. Camp）社区大学和拉帕汉诺克（Rappahannock）社区大学。纳尔逊社区大学在詹姆斯市县东境另设有一分部。

## 媒体

### 报刊
威廉斯堡的主要媒体是《弗吉尼亚公报》（Virginia Gazette）和《威廉斯堡-约克顿日报》（Williamsburg-Yorktown Daily）。创立于1736年的《弗吉尼亚公报》在威廉斯堡每两周发行一次，是美国南部最古老的报刊。其创始人是威廉·帕克斯（William Parks）。
当地其他的报刊还有《每日讯息报》（Daily Press）。《讯息报》在临近的纽伯特纽斯出版，涵盖来地方、区域性和全国性新闻。威廉与玛丽学院也办有两份学生报刊，分别是《平顶帽报》 （Flat Hat）和《弗吉尼亚通报》（Virginia Informer）。
每两月发行一次的《汉普顿锚地杂志》（Hampton Roads Magazine）是当地的主要杂志。

### 电台
威廉与玛丽学院的学生运营者一个电台WCWM。

## 外部連結
- 威廉斯堡官方網站
- Official James City County Website
- Williamsburg Area Convention and Visitors Bureau（页面存档备份，存于）
- 殖民地威廉斯堡（页面存档备份，存于）
- Official Web Site of Colonial Williamsburg, the World's Largest Living History Museum（页面存档备份，存于）
- 去殖民地威廉斯堡 （页面存档备份，存于）
- State Tourism Website - Virginia is for Lovers （页面存档备份，存于）